# Radvaň nad Laborcom
Radvaň nad Laborcom (em húngaro: Laborcradvány; rusyn: Радвань над Лабiрцём) é um município da Eslováquia, situado no distrito de Medzilaborce, na região de Prešov. Tem 20,13 km² de área e sua população em 2018 foi estimada em 561 habitantes.

## Demografia
| Ano:        | 1994 | 2004   | 2014   | 2024    |
| ----------- | ---- | ------ | ------ | ------- |
| Broj ljudi: | 571  | 591    | 575    | 517     |
| Razlika:    |      | +3,50% | -2,70% | -10,08% |

| Ano:               | 2023 | 2024 |
| ------------------ | ---- | ---- |
| Número de pessoas: | 517  | 517  |
| Diferença:         |      | +0%  |